# Кусаинов, Амангельды Кусаинович
Амангельды Кусаинович Кусаинов (29 декабря 1942; Иртышский район, Павлодарская область, Казахская ССР, СССР — 19 февраля 2022; Нур-Султан, Казахстан) — казахский учёный-историк; кандидат (тема «Деятельность Коммунистической партии Казахстана по подготовке и воспитанию кадров строителей, 1946—1958 гг.», 1976), доктор исторических наук (тема «Взаимоотношения рабочего класса и крестьянства Казахстана в период реконструкции промышленности и сельского хозяйства (1926—1940 гг.)», 1991), профессор, академик Казахской академии образования, академик МАН ВШ. Ректор Евразийского гуманитарного института (2007—2022).

## Биография
Трудовую деятельность начал учителем средней школы (1960—1962 гг.);
После окончания Казахского государственного университета им. С. Кирова работал преподавателем Алма-Атинского медицинского института, в аппарате Советского райкома Компартии Казахстана (1963—1973 гг.);
Аспирант, ассистент, старший преподаватель, доцент, проректор, старший научный сотрудник, профессор Казахского государственного университета (1973—1992 гг.);
Ректор Акмолинского университета им. С. Сейфуллина (1992—1996 гг.);
Ректор Евразийского национального университета им. Л. Н. Гумилева (1996—2000 гг.);
Председатель ВАК РК (2000—2004 гг.);
Президент Казахской академии образования им. Ы. Алтынсарина (2004—2007 гг.).
С сентября 2007 года и до последних лет жизни работал в должности ректора Евразийского гуманитарного института, им были определены приоритеты и цели развития вуза, направленные на повышение качества подготовки конкурентоспособных специалистов. Научная, научно-педагогическая и административная деятельность академика Кусаинова А. К. известны в республике.
Под руководством профессора, академика Кусаинова А. К. защищены четыре докторские и шестнадцать кандидатских диссертаций по специальности «Отечественная история». Имеет свыше 150 научных публикаций, в том числе 3 монографии:
- История Казахстана в лицах (политические портреты), 1999

## Награды и звания
- 1965 — Медаль «За отвагу»;
- 1965 — Юбилейная медаль «Двадцать лет Победы в Великой Отечественной войне 1941—1945 гг.»;
- 1980 — Отличник высшей школы СССР;
- 1980 — Почётная Грамота Президиума Верховного Совета КазССР;
- 1982 — Орден Трудового Красного Знамени;
- 1984 — Медаль «За освоение целинных земель»;
- 1998 — Почётная Грамота Президента РК;
- 2011 — Указом президента РК награждён орденом «Курмет»;
- 2012 — Орден имени Ахмета Байтурсынова;
- 2021 — Указом президента РК награждён орденом «Парасат»;[2]
- Благодарственное письмо Президента Республики Казахстан с вручением нагрудного знака «Алтын Барыс»;
- Отличник народного просвещения Казахской ССР;
- Почётный работник образования Республики Казахстан;
- Государственные юбилейные медали
- 1998 — Медаль «Астана»;
- 2001 — Медаль «10 лет независимости Республики Казахстан»;
- 2002 — Медаль «10 лет Вооружённых сил Республики Казахстан»;
- 2004 — Медаль «50 лет Целине»;
- 2008 — Медаль «10 лет Астане»;
- 2011 — Медаль «20 лет независимости Республики Казахстан»;
- 2015 — Медаль «20 лет Конституции Республики Казахстан»;
- 2016 — Медаль «25 лет независимости Республики Казахстан»;
- 2018 — Медаль «20 лет Астане»;